# Путтин
Путтин (также Путтино) — древнерусский населённый пункт в составе Смоленской земли, расположенный, предположительно, на территории современной Калужской области.
Хотя географическое название упоминается в письменных документах («Устав Ростислава 1136 года»: На Путтине присно платять четири гривны), историки расходятся в вопросе о том, где же собственно находился Путтин, и что он собой представлял.
По мнению Д. и А. Поппэ, Путтин был важным погостом, перенаправляющим дань, собранную с ремесленников (а по мнению Л. В. Алексеева, и с соседнего населённого пункта Беницы) не в более крупный центр, а напрямую в Смоленск. Путтин тем самым был на пути к городу, но городом не стал, так как он отсутствует в грамоте «О погородьи» 1211—1218 годов, где перечислены смоленские города.
П. В. Голубовский отождествляет Путтин с боровской волостью Путынь (расположение которой тоже неизвестно); В. Н. Темушев высказывает сомнения в таком отождествлении.